# Live 2020
«Live 2020» — перший записаний наживо EP українського гурту FRANCO, виданий у 2021 році.
У міні-альбомі, який складається з чотирьох пісень, можна почути потужні гітарні рифи, які стали візитною карткою гурту того періоду. Live 2020 був записаний у грудні 2020 року у київській студії Kaska. Реліз є свідченням того, як гурт ділився своїм творчим досвідом, хоча і не зміг зібратися на живих виступах через пандемію Covid-19.

## Композиції
| #     | Назва             | Тривалість |
| ----- | ----------------- | ---------- |
| 1.    | «Може я»          | 6:34       |
| 2.    | «Кожен твій день» | 4:07       |
| 3.    | «Кораблі»         | 3:57       |
| 4.    | «Кінець»          | 5:07       |
| 19:45 |                   |            |

## Музиканти запису
FRANCO
1. Валентин Федишен — вокал, синтезатор (1, 2), Fender Rhodes (3), піаніно (4), музика, тексти
2. Єгор Литвиненко — гітара, музика
3. Антон Блащук — бас-гітара
4. Анатолій Іванін — барабани
5. Андрій Тимошенков — гітара, клавішні

Студія
1. Запис — Kaska Records
2. Зведення — SoundPlant Studio